# Yudian (köpinghuvudort i Kina, Hubei Sheng, lat 31,78, long 113,63)
Yudian är en köpinghuvudort i Kina. Den ligger i provinsen Hubei, i den centrala delen av landet, omkring 150 kilometer nordväst om provinshuvudstaden Wuhan. Antalet invånare är 49 973. Befolkningen består av 24 373 kvinnor och 25 600 män. Barn under 15 år utgör 16,0 %, vuxna 15-64 år 73 %, och äldre över 65 år 10,0 %.
Runt Yudian är det tätbefolkat, med 356 invånare per kvadratkilometer. Närmaste större samhälle är Xihe, 19,2 km sydväst om Yudian. Trakten runt Yudian består till största delen av jordbruksmark.
Genomsnittlig årsnederbörd är 1 211 millimeter. Den regnigaste månaden är augusti, med i genomsnitt 187 mm nederbörd, och den torraste är december, med 12 mm nederbörd.